# جلیل شعبانی
جلیل شعبانی (۲۷ خرداد ۱۳۴۶ – ۱۲ مهر ۱۴۰۳) تهیه‌کننده، مجری طرح و مدیر تولید ایرانی بود.
او فعالیت هنری خود را در سال ۱۳۷۰ با فیلم زندگی و دیگر هیچ به کارگردانی عباس کیارستمی در گروه فنی شروع کرد و پس از آن به فعالیت در زمینه مدیریت تولید پرداخت.

## تهیه‌کننده
- اسفند (۱۴۰۳، کارگردان: دانش اقباشاوی)
- سرهنگ ثریا (۱۴۰۱، کارگردان: لیلی عاج)
- منصور (۱۳۹۸، کارگردان: سیاوش سرمدی)
- قسم (۱۳۹۷، کارگردان: محسن تنابنده)
- سوءتفاهم (۱۳۹۶، کارگردان: احمدرضا معتمدی)
- روایت‌های ناتمام (۱۳۹۵، کارگردان: پوریا آذربایجانی)

## مجری طرح
- دختر (فیلم ۱۳۹۴)
- مواجهه (۱۳۸۳)
- امتحان (فیلم ۱۳۸۰)
- تو آزادی (۱۳۷۹)
- کودک و سرباز (۱۳۷۸)

## مدیر تولید
- گیتا (فیلم) (۱۳۹۴)
- طعم شیرین خیال (۱۳۹۳)
- چتر سبز (۱۳۹۱)
- خانه امن است (۱۳۸۹)
- نیوه‌مانگ (۱۳۸۵)
- صبحی دیگر (۱۳۸۴)
- مواجهه (۱۳۸۳)
- شمعی در باد (۱۳۸۲)
- معادله (فیلم) (۱۳۸۲)
- اینجا چراغی روشن است (۱۳۸۱)
- بهشت جای دیگری است (۱۳۸۱)
- تو آزادی (۱۳۷۹)
- کودک و سرباز (۱۳۷۸)

## دستیار اول کارگردان
- زیر سقف دودی(۱۳۹۵)
- خیلی دور، خیلی نزدیک (۱۳۸۳)

## برنامه‌ریز
- زیر سقف دودی(۱۳۹۵)
- خیلی دور، خیلی نزدیک (۱۳۸۳)
- تو آزادی (۱۳۷۹)
- کودک و سرباز (۱۳۷۸)